# Vagner da Silva Sarti
Vagner da Silva Sarti (født 9. januar 1978) er en tidligere brasiliansk fodboldspiller.
Han har spillet for flere forskellige klubber i sin karriere, herunder Ventforet Kofu.